# ماریو آباته
ماریو آباته (ایتالیایی: Mario Abbate؛ ‏ ۱۰ اوت ۱۹۲۷ – ۶ اوت ۱۹۸۱) یک هنرپیشه و خواننده اهل ایتالیا بود.
از فیلم‌های او می‌توان به گنجینه سان جنارو و در پاسگاه پلیس رخ داد اشاره کرد.